# Mustafa Er
Mustafa Er (Bursa, 11 gennaio 1980) è un allenatore di calcio ed ex calciatore turco, di ruolo centrocampista.